# Parastheneboea yehi
Parastheneboea yehi är en insektsart som beskrevs av Brock 1999. Parastheneboea yehi ingår i släktet Parastheneboea och familjen Diapheromeridae. Inga underarter finns listade i Catalogue of Life.